# جانکشن سیتی (کالیفرنیا)
جانکشن سیتی (به انگلیسی: Junction City) یک منطقهٔ مسکونی در ایالات متحده آمریکا است که در کالیفرنیا واقع شده‌است. جانکشن سیتی ۷۲٫۳۸۸ کیلومتر مربع مساحت و ۶۸۰ نفر جمعیت دارد و ۵۸۱٫۸۷ متر بالاتر از سطح دریا واقع شده‌است.